# Пантелеймон Папагеоргиу
Пантелеймон (на гръцки: Παντελεήμων) е гръцки православен духовник.

## Биография
Роден е в 1902 година в Краниди на Пелопонес със светското име Георгиос Папагеоргиу (Γεώργιος Παπαγεωργίου). Учи в Богословския факултет на Атинския университет, който завършва с отличие. След това той работи като секретар на архиепископа на Атина и като протосингел на митрополит Пантелеймон Каристийски. Заминава за Съединените щати, където учи в Богословското училище във Филаделфия. След назначаването на Дамаскин за патриаршески екзарх в Америка, Пантелеймон е негов секретар. След като Дамаскин е избран за архиепскоп на Гърция, Пантелеймон го последва и служи като проповедник в Атика, а след това работи е първи директор на Службата за апостолическа диакония в Атина.
На 30 септември 1936 г. в митрополитския храм „Благовещение Богородично“ в Атина е ръкоположен за титулярен талантски епископ, викарий на Атинската архиепископия, със седалище в Пирея. Хиротонията е извършена от архиепископ Хрисостом в съслужение с митрополитите Йоаким Дедеагачки, Пантелеймон Каристийски, Яков Атически и Андрей Никополски и Превезки.
На 24 октомври 1941 година е избран за митрополит на Воденска епархия, който пост заема до 1951 година. Устоява позициите на елинизма във Воден по време на окупацията през Втората световна война. След Парижкия мирен договор с Италия от 1947 година, който дава Додеканезите на Гърция, през 1948 г. Пантелеймон Воденски е изпратен на островите като екзарх на Вселенската патриаршия в продължение на шест месеца със задача да организира там четири митрополии.
На 27 март 1951 година е избран на солунската катедра, на която остава до 1968 година. В Солун Пантелеймон продължава работата на предшественика си Генадий Солунски по откриване на нови църкви за многобройното новозаселено бежанско население. Също така пише в местния печат. В 1962 година е избран за почетен доктор по теология в Солунския университет. На 28 февруари 1968 година Пантелеймон става първият митрополит, принуден от режима на полковниците да подаде оставка, като след това развива широка дейност срещу режима с редица публикации в чуждестранната преса.
Пантелеймон умира на 14 юни 1979 година. Погребан е в манастира Влатадес в Солун.